# Parabolikus spirál

Parabolikus vagy Fermat-spirál

A napraforgó magjainak sematikus elhelyezkedése Vogel modellje szerint

A parabolikus spirál (más néven Fermat-spirál) az alábbi polárkoordinátás függvény grafikonja:
{\displaystyle r\ =\ \pm \theta ^{1/2}}
Az általánosabb Fermat-spirált az alábbi függvény írja le:
{\displaystyle r^{2}=a^{2}\theta \,}.
Az O pólus középpontú r és r+b sugarú körök közötti menetszám:
{\displaystyle n={\frac {1}{2\pi a^{2}}}b(b+2r)}
A parabolikus spirál az arkhimédészi spirál általános alakjának egy speciális esete.
A napraforgó tányérjában a spirálok hálója a Fibonacci-számokat követi, mivel az egyedi spirálokban az elhelyezkedés szögei az aranymetszést követik. A tényleges elhelyezkedés H. Vogel szerint:
{\displaystyle r=c{\sqrt {n}}},
{\displaystyle \theta =n\times 137,5^{\circ }},
ahol az n-ik mag szöge θ, sugara r, c pedig egy állandó tényező. A 137,5° az arany szög, melyet a Fibonacci-számok hányadosaként lehet közelíteni.